# Joseph Musch
Pour les articles homonymes, voir Musch.
Joseph Musch est un footballeur belge, né le 12 octobre 1893 à Uccle et mort le 25 septembre 1971, ayant évolué au poste de centre droit à la Royale Union Saint-Gilloise et en sélection nationale.

## Club
- Union Saint-Gilloise : de 1909 à 1914, puis de 1919 à 1928

## Palmarès
- 24 sélections, de 1911 à 1924 (3 buts)
- Champion olympique en 1920 à Anvers
- Champion de Belgique en 1910, 1913 et 1923 avec l'Union
- Coupe de Belgique en 1913 et 1914 avec l'Union